# أسامة (مجلة يمنية)
مجلة أسامة هي مجلة يمنية شهرية تصدرها رياض ومدارس النهضة الحديثة، صدر العدد الأول في الثاني من يوليو 1991م.
تحمل المجلة شعار «مجلة كل الأطفال»، ليست هناك إشارة إلى العمر الذي توجه إليه المجلة لكنها تصدر للأطفال من سن 8-14 سنة تقريباً، هناك مقدمة يكتبها رئيس التحرير باسم أحبابي في الصفحة الثابتة، وتعتمد المجلة على القصص النثرية ويساهم قراء المجلة بالكتابة في مجالات متعددة، سواء ابتسامات أو معلومات أو أمثال.

## الأبواب
- أدعية مأثورة
- بأقلام أصدقاء أسامة
- دائرة المعارف
- هواة التعارف
- ألعاب وتسالي